# David Charvet (album)
 (janvier 2010).
Si vous disposez d'ouvrages ou d'articles de référence ou si vous connaissez des sites web de qualité traitant du thème abordé ici, merci de compléter l'article en donnant les références utiles à sa vérifiabilité et en les liant à la section « Notes et références ».
Albums de David Charvet
Leap of Faith
(2002)
David Charvet est le premier album de David Charvet, sorti en 1997.

## Titres
1. Regarde toi
2. Tombé sans toi
3. Should I leave
4. J'ai dit attends
5. Passeport français
6. Ce soir
7. Trouver l'amour
8. Qui leur dira ?
9. Je voudrais te dire
10. Quand tu danses

### Singles
1. Should I leave
2. Regarde toi